# Glyphodes lacustralis
Glyphodes lacustralis is een vlinder uit de familie van de grasmotten (Crambidae), uit de onderfamilie van de Spilomelinae. De wetenschappelijke naam van deze soort is voor het eerst voorgesteld door Frederic Moore in een publicatie uit 1867.
De soort komt voor in India (Meghalaya) en Bengalen.